# Genetic Disorder
 (août 2018).
Albums de Nightmare
The Dominion Gate
(2005) Insurrection
(2009)
Genetic Disorder est le sixième album studio du groupe Français Nightmare sorti en 2007.

## Titres
1. Nothing Left Behind - 5:15
2. Battle Ground For Suicide - 4:16
3. Queen Of Love And Pain - 3:46
4. Conspiracy - 4:09
5. Leader Of The Masquerade - 4:22
6. Final Procession - 5:01
7. The Dominion Gate (Part II) - 6:21
8. The Wins Of Sin - 4:28
9. Forsaken Child - 4:33
10. A Thrill Of Death - 4:58
11. Wicked White Demon - 3:41
12. Dawn Of Darkness - 6:08